# NXT Roadblock (2023)
NXT Roadblock (2023) – specjalny odcinek cotygodniowego programu NXT. Odbył się 7 marca 2023 w WWE Performance Center w Orlando w stanie Floryda. Emisja była przeprowadzana na żywo za pośrednictwem USA Network.
Na gali odbyło się sześć walk. W walce wieczoru, Roxanne Perez pokonała Meiko Satomurę broniąc NXT Women’s Championship. Podczas gali zadebiutował w WWE Dragon Lee.

## Produkcja i rywalizacje
NXT Roadblock oferowało walki profesjonalnego wrestlingu z udziałem wrestlerów należących do brandu NXT. Wyreżyserowane rywalizacje (storyline’y) były kreowane podczas cotygodniowych gal NXT. Wrestlerzy są przedstawieni jako heele (negatywni, źli zawodnicy i najczęściej wrogowie publiki) i face’owie (pozytywni, dobrzy i najczęściej ulubieńcy publiki), którzy rywalizują pomiędzy sobą w seriach walk mających budować napięcie. Kulminacją rywalizacji jest walka wrestlerska lub ich seria.

### Roxanne Perez vs. Meiko Satomura
14 lutego 2023 na odcinku NXT, po tag team matchu przeciwko Kayden Carter i Katanie Chance, Meiko Satomura wyzwała Roxanne Perez na pojedynek o mistrzostwo kobiet NXT, który Roxanne zaakceptowała. W następnym tygodniu, walka została oficjalnie ogłoszona na Roadblock.

### Dijak vs. Tony D’Angelo
27 grudnia 2022 roku na odcinku NXT, Tony D’Angelo przegrał walkę o mistrzostwo Ameryki Północnej NXT po interwencji Dijaka. Na NXT: New Year’s Evil 10 stycznia 2023 roku, Dijak pokonał D’Angelo i stał się pretendentem numer jeden do tytułu na NXT Vengeance Day. Na gali, Dijak przegrał walkę po interwencji D’Angelo i Channinga "Stacksa" Lorenzo. Na odcinku z 21 lutego, D’Angelo wyzwał Dijaka na Jailhouse Street Fight na Roadblock, którą Dijak zaakceptował tydzień później.

### Gigi Dolin vs. Jacy Jayne
Na NXT Vengeance Day, członkiniom Toxic Attraction Gigi Dolin i Jacy Jayne nie udało się zdobyć mistrzostwo kobiet NXT w Triple Threat matchu. W następnym odcinku NXT, podczas segmentu „Ding Dong, Hello!” prowadzony przez Bayley, Jayne zaatakowała Dolin, rozbijając Toxic Attraction. W ciągu następnych kilku tygodni, Dolin i Jayne rozmawiały o swoim zerwaniu, a na odcinku z 28 lutego, na Roadblock zaplanowano walkę pomiędzy nimi.

### The Grayson Waller Effect z Shawnem Michaelsem
Na NXT Vengeance Day, Grayson Waller nie zdobył mistrzostwa NXT w Steel Cage matchu. Po gali wpadł do biura Shawna Michaelsa, w wyniku czego został zawieszony na tydzień. Po kolejnych konfrontacjach, 21 lutego na odcinku NXT, Waller powiedział Michaelsowi, aby spotkał się z nim twarzą w twarz na Roadblock, co zostało potwierdzone w następnym tygodniu.

### Joe Gacy vs. Andre Chase
7 lutego na odcinku NXT, Ava z Schism (Joe Gacy, Jagger Reid i Rip Fowler) zaatakowała za kulisami Theę Hail z Chase University (Andre Chase i Duke Hudson). Później tej nocy, Chase i Hudson przegrali walkę po tym, jak Hail pojawiła się z uśmiechniętymi twarzami Schism. Obie drużyny kontynuowały feud przez kolejne tygodnie, a 28 lutego zajęcia na Uniwersytecie Chase zostały przerwane przez Schism. Później tej nocy na Roadblock zaplanowano walkę pomiędzy Chasem i Gacym.

### Bron Breakker, Brutus Creed i Julius Creed vs. Jinder Mahal, Sanga i Veer Mahaan
Na NXT: New Year’s Evil, Jinder Mahal powrócił do NXT, aby pokonać Juliusa Creeda; pierwotnie walka była taka, że The Creed Brothers (Julius i Brutus Creed) kontra Indus Sher (Sanga i Veer Mahaan). Do pojedynku doszło 31 stycznia na odcinku NXT, gdzie zwyciężyli Indus Sher. Dwa tygodnie później, Mahal rzucił wyzwanie Bronowi Breakkerowi o mistrzostwo NXT, a walkę zaplanowano na odcinek z 21 lutego, w którym Breakker zachował tytuł. 28 lutego, na Roadblock zaplanowano six-man tag team match, w którym Breakker i The Creed Brothers zmierzą się z Indus Sher (Mahal, Mahaan i Sanga).

## Wyniki walk
| Nr                                 | Wyniki | Stypulacje                               | Czas  |
| ---------------------------------- | --- | ---------------------------------------- | ----- |
| 1                                  | Tony D’Angelo (z Channingiem "Stacks" Lorenzo) pokonał Dijaka                                                                                             | Jailhouse Street Fight                   | 11:11 |
| 2                                  | Bron Breakker i The Creed Brothers (Brutus Creed i Julius Creed) (z Ivy Nile) pokonali Indus Sher (Jindera Mahala, Veera Mahaana i Sangę) poprzez pinfall | Six-man tag team match                   | 11:14 |
| 3                                  | Gigi Dolin pokonała Jacy Jayne poprzez pinfall | Singles match                            | 8:01  |
| 4                                  | Joe Gacy (z Schism (Rip Fowlerem, Jaggerem Reidem i Avą)) pokonał Andre Chase’a (z Chase University (Duke Hudsonem i Theą Hail)) poprzez pinfall          | Singles match                            | 4:27  |
| 5                                  | Roxanne Perez (c) pokonała Meiko Satomurę poprzez pinfall                                                                                                 | Singles match o NXT Women’s Championship | 13:59 |
| (c) – mistrz/mistrzyni przed walką | |                                          |       |